# Oleg Taktarov
Oleg Taktarov (Sarov, 26 agosto 1967) è un attore ed ex lottatore di arti marziali miste russo.

## Biografia
Ex wrestler diventato attore, si è fatto notare per la prima volta nel 2001 nel ruolo di un immigrato russo nel film 15 minuti - Follia omicida a New York.
Nel 2010 ha recitato nel blockbuster Predators al fianco del premio Oscar Adrien Brody.

## Filmografia parziale

### Cinema
- Total Force, regia di Steven Kaman (1996)
- Total Force 2, regia di Steven Kaman (1997)
- Air Force One, regia di Wolfgang Petersen (1997)
- 15 minuti - Follia omicida a New York (15 Minutes), regia di John Herzfeld (2001)
- Rollerball, regia di John McTiernan (2002)
- Bad Boys II, regia di Michael Bay (2003)
- Il mistero dei Templari - National Treasure (National Treasure), regia di Jon Turteltaub (2004)
- Miami Vice, regia di Michael Mann (2006)
- I padroni della notte (We Own the Night), regia di James Gray (2007)
- Bobby Z - Il signore della droga (The Death and Life of Bobby Z), regia di John Herzfeld (2007)
- Sfida senza regole (Righteous Kill), regia di Jon Avnet (2008)
- Predators, regia di Nimród Antal (2010)
- Officer Down - Un passato sepolto (Officer Down) - regia di B.A. Miller (2013)
- Reach Me - La strada per il successo (Reach Me), regia di John Herzfeld (2014)
- Vij (Вий, Viy), regia di Oleg Stepčenko (2014)
- Nella tana dei lupi (Den of Thieves), regia di Christian Gudegast (2018)

### Televisione
- JAG - Avvocati in divisa (JAG) - serie TV, episodio 2x14 (1997)
- 44 Minutes: The North Hollywood Shoot-Out, regia di Yves Simoneau - film TV (2003)
- Alias - serie TV, episodio 3x01 (2003)
- NCIS - Unità anticrimine (NCIS) - serie TV, 2 episodi (2008)

## Doppiatori italiani
Nelle versioni in italiano delle opere in cui ha recitato, Oleg Taktarov è stato doppiato da:
- Massimo Corvo in 15 minuti - Follia omicida a New York
- Massimo De Ambrosis in Rollerball
- Antonio Bonanotte in Alias
- Enrico Di Troia in Predators
- Alessandro Ballico in NCIS - Unità anticrimine
- Daniele Valenti in The Machine

## Risultati nelle arti marziali miste
| Risultato | Record | Avversario        | Metodo                           | Evento                             | Data              | Round | Tempo | Città                      | Note                                            |
| --------- | ------ | ----------------- | -------------------------------- | ---------------------------------- | ----------------- | ----- | ----- | -------------------------- | ----------------------------------------------- |
| Vittoria  | 17-5-2 | Mark Kerr         | Sottomissione (kneebar)          | YAMMA Pit Fighting                 | 11 aprile 2008    | 1     | 1:55  | Atlantic City, Stati Uniti |                                                 |
| Vittoria  | 16-5-2 | John Marsh        | Sottomissione (kneebar)          | BodogFIGHT: USA vs. Russia         | 30 novembre 2007  | 2     | 0:33  | Mosca, Russia              |                                                 |
| Vittoria  | 15-5-2 | Aaron Salinas     | Sottomissione (armbar)           | Total Kombat                       | 13 maggio 2001    | 1     | 1:24  | McAllen, Stati Uniti       |                                                 |
| Vittoria  | 14-5-2 | Moti Horenstein   | Sottomissione (kneebar)          | National Freesparring              | 21 febbraio 1998  | 1     | 3:24  | Almaty, Kazakistan         |                                                 |
| Vittoria  | 13-5-2 | Mick Tierney      | Sottomissione (kneebar)          | National Freesparring              | 21 febbraio 1998  | 1     | 3:58  | Almaty, Kazakistan         |                                                 |
| Sconfitta | 12-5-2 | Gary Goodridge    | KO (pugno)                       | Pride 1                            | 11 ottobre 1997   | 1     | 4:57  | Tokyo, Giappone            | Debutto in Pride                                |
| Vittoria  | 12-4-2 | Sean Alvarez      | KO (pugni)                       | Pentagon Combat                    | 27 settembre 1997 | 1     | 0:52  | Brasile                    |                                                 |
| Vittoria  | 11-4-2 | Chuck Kim         | Sottomissione (ghigliottina)     | World Fighting Federation          | 24 febbraio 1997  | 1     | 0:22  | Birmingham, Stati Uniti    |                                                 |
| Sconfitta | 10-4-2 | Renzo Gracie      | KO (calcio da terra e pugno)     | Martial Arts Reality Superfighting | 22 novembre 1996  | 1     | 1:02  | Birmingham, Stati Uniti    |                                                 |
| Parità    | 10-3-2 | Marco Ruas        | Parità                           | World Vale Tudo Championship 2     | 10 novembre 1996  | 1     | 31:12 | Brasile                    |                                                 |
| Vittoria  | 10-3-1 | Joe Charles       | Sottomissione (kneebar)          | World Vale Tudo Championship 1     | 14 agosto 1996    | 1     | 4:42  | Tokyo, Giappone            |                                                 |
| Sconfitta | 9-3-1  | Ryūshi Yanagisawa | Decisione (punti persi)          | Pancrase: Truth 5                  | 16 maggio 1996    | 1     | 15:00 | Tokyo, Giappone            |                                                 |
| Sconfitta | 9-2-1  | Dan Severn        | Decisione (unanime)              | Ultimate Ultimate 1995             | 16 dicembre 1995  | 1     | 30:00 | Denver, Stati Uniti        | Torneo Ultimate Ultimate 1995, Finale           |
| Vittoria  | 9-1-1  | Marco Ruas        | Decisione (unanime)              | Ultimate Ultimate 1995             | 16 dicembre 1995  | 1     | 18:00 | Denver, Stati Uniti        | Torneo Ultimate Ultimate 1995, Semifinale       |
| Vittoria  | 8-1-1  | Dave Beneteau     | Sottomissione (achilles hold)    | Ultimate Ultimate 1995             | 16 dicembre 1995  | 1     | 1:15  | Denver, Stati Uniti        | Torneo Ultimate Ultimate 1995, Quarti di finale |
| Parità    | 7-1-1  | Ken Shamrock      | Parità                           | UFC 7: The Brawl in Buffalo        | 8 settembre 1995  | 1     | 33:00 | Buffalo, Stati Uniti       | Per il titolo Superfight UFC                    |
| Vittoria  | 7–1    | Tank Abbott       | Sottomissione (rear naked choke) | UFC 6: Clash of the Titans         | 14 luglio 1995    | 1     | 17:47 | Casper, Stati Uniti        | Vince il torneo UFC 6                           |
| Vittoria  | 6–1    | Anthony Macias    | Sottomissione (ghigliottina)     | UFC 6: Clash of the Titans         | 14 luglio 1995    | 1     | 0:09  | Casper, Stati Uniti        | Torneo UFC 6, Semifinale                        |
| Vittoria  | 5–1    | Dave Beneteau     | Sottomissione (front choke)      | UFC 6: Clash of the Titans         | 14 luglio 1995    | 1     | 0:57  | Casper, Stati Uniti        | Torneo UFC 6, Quarti di finale                  |
| Sconfitta | 4–1    | Dan Severn        | KO Tecnico (ferita)              | UFC 5: The Return of the Beast     | 7 aprile 1995     | 1     | 4:21  | Charlotte, Stati Uniti     | Torneo UFC 5, Semifinale                        |
| Vittoria  | 4–0    | Ernie Verdicia    | Sottomissione (strangolamento)   | UFC 5: The Return of the Beast     | 7 aprile 1995     | 1     | 2:23  | Charlotte, Stati Uniti     | Torneo UFC 5, Quarti di finale                  |
| Vittoria  | 3–0    | Maxim Kuzin       | Sottomissione (strangolamento)   | White Dragon: Day Three            | 23 ottobre 1993   | 1     | 1:11  | Riga, Lettonia             |                                                 |
| Vittoria  | 2–0    | Artur Almaev      | KO Tecnico (stop dall'angolo)    | White Dragon: Day Two              | 22 ottobre 1993   | 1     | 4:25  | Riga, Lettonia             |                                                 |
| Vittoria  | 1–0    | Vaskas Hilma      | Sottomissione (strangolamento)   | White Dragon: Day Two              | 22 ottobre 1993   | 1     | 0:24  | Riga, Lettonia             |                                                 |